# Karel Žlábek
Karel Žlábek (12. srpna 1900 Čanovice – 16. dubna 1984) byl komerční právník a ekonom, vysokoškolský profesor ekonomie a vizionář, který navrhl projekt železničního spojení z Československa do Terstu na plánovaný umělý ostrov Adriaport.

## Život
Karel Žlábek se narodil 12. srpna 1900 v Čanovicích u Slaného. Na vysoké škole učil soukromou ekonomiku. Krátce po druhé světové válce působil na Vysoké škole obchodní a na ČVUT v Praze. Doktorát získal na Univerzitě v Zürichu.
Pochován je na hřbitově v Praze na Malvazinkách.

## Navrhované spojení Československa s ostrovem Adriaport
Karel Žlábek v roce 1975 navrhl železniční spojení z Českých Budějovic na plánovaný umělý ostrov ve Slovinsku, v Terstu s názvem Adriaport. Adriaport měl být vytvořen z rubaniny, která měla být vyrubána z plánovaných tunelů. Studii projektu začal zpracovávat Pragoprojekt, ale nikdy se neuskutečnil.